# Kalendarium rządu Leszka Millera
Kalendarium rządu Leszka Millera opisuje powołanie rządu Leszka Millera, zmiany na stanowiskach ministrów, sekretarzy stanu, podsekretarzy stanu, wojewodów i wicewojewodów a także zmiany personalne na kierowniczych stanowiskach w urzędach centralnych podległych Radzie Ministrów.

## Zmiany w rządzie
Lista zmian personalnych na stanowiskach ministrów, sekretarzy stanu i podsekretarzy stanu.

### Rok 2001
| Powołanie | Odwołanie            |
| 19 października 2001 | 19 października 2001 |
| --- | -------------------- |
| - Marka Belki na urzędy wiceprezesa Rady Ministrów i ministra finansów, - Jarosława Kalinowskiego na urzędy wiceprezesa Rady Ministrów oraz ministra rolnictwa i rozwoju wsi, - Marka Pola na urzędy wiceprezesa Rady Ministrów i ministra infrastruktury, - Andrzeja Celińskiego na urząd ministra kultury, - Włodzimierza Cimoszewicza na urząd ministra spraw zagranicznych, - Jerzego Hausnera na urząd ministra pracy i polityki społecznej, - Krzysztofa Janika na urząd ministra spraw wewnętrznych i administracji, - Wiesława Kaczmarka na urząd ministra skarbu państwa, - Michała Kleibera na urząd ministra nauki, - Mariusza Łapińskiego na urząd ministra zdrowia, - Krystyny Łybackiej na urząd ministra edukacji narodowej i sportu, - Jacka Piechoty na urząd ministra gospodarki, - Barbary Piwnik na urząd ministra sprawiedliwości, - Jerzego Szmajdzińskiego na urząd ministra obrony narodowej, - Stanisława Żelichowskiego na urząd ministra środowiska, - Zbigniewa Sobotki na stanowisko sekretarza stanu w MSWiA, - Michała Tobera na stanowiska sekretarza stanu w KPRM i rzecznika prasowego rządu, - Marka Wagnera na stanowiska sekretarza stanu w KPRM oraz szefa KPRM.                           | –                    |
| 22 października 2001 |                      |
| - Haliny Wasilewskiej-Trenkner na stanowisko podsekretarza stanu w Ministerstwie Finansów. | –                    |
| 23 października 2001 |                      |
| - Piotra Czyżewskiego na stanowisko podsekretarza stanu w Ministerstwie Skarbu Państwa. | –                    |
| 24 października 2001 |                      |
| - Sławomira Cytryckiego na stanowisko podsekretarza stanu w KPRM. | –                    |
| 25 października 2001 |                      |
| - Barbary Misterskiej-Dragan na stanowisko podsekretarza stanu w Ministerstwie Skarbu Państwa. | –                    |
| 30 października 2001 |                      |
| - Marka Bryxa na stanowisko podsekretarza stanu w Ministerstwie Infrastruktury. | –                    |
| październik 2001 |                      |
| - Jolanty Banach na stanowiska sekretarza stanu w Ministerstwie Pracy i Polityki Społecznej oraz Pełnomocnika Rządu ds. Osób Niepełnosprawnych, - Jacka Bartkiewicza na stanowisko podsekretarza stanu w Ministerstwie Finansów, - Aleksandry Jakubowskiej na stanowisko sekretarza stanu w Ministerstwie Kultury, - Lecha Nikolskiego na stanowiska sekretarza stanu w KPRM i szefa Gabinetu Politycznego Premiera. - Andrzeja Raczko na stanowisko podsekretarza stanu w Ministerstwie Finansów, - Sławomira Wiatra na stanowiska podsekretarza stanu w KPRM – Pełnomocnika Rządu ds. Informacji Europejskiej. - Wacławy Wojtali na stanowisko podsekretarza stanu w Ministerstwie Zdrowia, - Zenona Kosiniaka-Kamysza na stanowisko podsekretarza stanu w MSWiA. | –                    |
| październik/listopad 2001 |                      |
| - Kazimierza Gutowskiego na stanowisko podsekretarza stanu w Ministerstwie Rolnictwa i Rozwoju Wsi. | –                    |
| 7 listopada 2001 |                      |
| - Ireny Ożóg na stanowiska podsekretarza stanu w Ministerstwie Finansów i Głównego Rzecznika Dyscypliny Finansów Publicznych. | –                    |
| 10 listopada 2001 |                      |
| - Krzysztofa Hellera na stanowisko podsekretarza stanu ds. łączności w Ministerstwie Infrastruktury. | –                    |
| 13 listopada 2001 |                      |
| - Krystyny Tokarskiej-Biernacik na stanowisko podsekretarza stanu w Ministerstwie Pracy i Polityki Społecznej, - Andrzeja Zdebskiego na stanowisko podsekretarza stanu w Ministerstwie Pracy i Polityki Społecznej. | –                    |
| 15 listopada 2001 |                      |
| - Adama Daniela Rotfelda na stanowisko podsekretarza stanu w Ministerstwie Spraw Zagranicznych. | –                    |
| listopad 2001 |                      |
| - Krzysztofa Patera na stanowisko podsekretarza stanu w Ministerstwie Pracy i Polityki Społecznej, - Jacka Zdrojewskiego na stanowisko podsekretarza stanu w Ministerstwie Infrastruktury. | –                    |
| 5 grudnia 2001 |                      |
| - Macieja Leśnego na stanowisko podsekretarza stanu w Ministerstwie Gospodarki. | –                    |
| grudzień 2001 |                      |
| - Tadeusza Steckiewicza na stanowisko podsekretarza stanu w Ministerstwie Skarbu Państwa. | –                    |
| 2001 |                      |
| - Andrzeja Byrta na stanowisko podsekretarza stanu w Ministerstwie Spraw Zagranicznych, - Marka Kossowskiego na stanowisko podsekretarza stanu w Ministerstwie Gospodarki, - Ewy Kralkowskiej na stanowisko sekretarza stanu w Ministerstwie Zdrowia, - Jana Kopczyka na stanowisko podsekretarza stanu w Ministerstwie Zdrowia, - Mieczysława Muszyńskiego na stanowisko podsekretarza stanu w Ministerstwie Infrastruktury, - Aleksandra Naumana na stanowisko podsekretarza stanu w Ministerstwie Zdrowia, - Czesława Siekierskiego na stanowiska sekretarza stanu w Ministerstwie Rolnictwa i Rozwoju Wsi – Pełnomocnika Rządu ds. Dostosowania Polskiego Rolnictwa do Wymogów Unii Europejskiej, - Ireneusza Sitarskiego na stanowisko podsekretarza stanu w Ministerstwie Skarbu Państwa, - Rafała Skąpskiego na stanowisko podsekretarza stanu w Ministerstwie Kultury. - Tadeusza Sławeckiego na stanowisko podsekretarza stanu w Ministerstwie Edukacji Narodowej i Sportu, - Marka Staszaka na stanowisko podsekretarza stanu w Ministerstwie Sprawiedliwości, - Marka Szymońskiego na stanowisko podsekretarza stanu w Ministerstwie Infrastruktury, - Piotra Urbankowskiego na stanowisko podsekretarza stanu w MON. | –                    |

### Rok 2002
| Powołanie | Odwołanie |
| styczeń 2002 | styczeń 2002 |
| --- | --- |
| - Krystyny Gurbiel na stanowisko podsekretarza stanu w Urzędzie Komitetu Integracji Europejskiej, - Wojciecha Janczyka na stanowisko podsekretarza stanu w Ministerstwie Infrastruktury.                            | – |
| 27 marca 2002 | |
| - Małgorzaty Ostrowskiej na stanowisko sekretarza stanu w Ministerstwie Skarbu Państwa. | – |
| 4 kwietnia 2002 | |
| - Ryszarda Nawrata na stanowisko pełnomocnika Rządu ds. programu dla Odry-2006. | – |
| 1 maja 2002 | |
| - Tomasza Michalaka na stanowisko podsekretarza stanu w Ministerstwie Finansów i Szefa Służby Celnej. | – |
| 5 czerwca 2002 | |
| - Marka Wejtko na stanowisko podsekretarza stanu w Ministerstwie Gospodarki. | – |
| 20 czerwca 2002 | |
| - Krzysztofa Panasa na stanowisko podsekretarza stanu w Ministerstwie Środowiska. | – |
| 6 lipca 2002 | |
| - Grzegorza Kołodki na urzędy wiceprezesa Rady Ministrów, ministra finansów, - Grzegorza Kurczuka na urzędy ministra sprawiedliwości i prokuratora generalnego, - Waldemara Dąbrowskiego na urząd ministra kultury. | - Marka Belki z urzędów wiceprezesa Rady Ministrów i ministra finansów (powołany na te urzędy 31 października 2001), - Barbary Piwnik. z urzędów ministra sprawiedliwości i prokuratora generalnego (powołana na te urzędy 31 października 2001), - Andrzeja Celińskiego z urzędu ministra kultury (powołany na ten urząd 31 października 2001). |
| 10 lipca 2002 | |
| - Marka Ociepkę na stanowisko podsekretarza stanu w Ministerstwie Finansów. | - Sławomira Cytryckiego ze stanowiska podsekretarza stanu w KPRM (powołany na to stanowisko 24 października 2001). |
| 11 lipca 2002 | |
| - Stanisława Jaśkiewicza na stanowisko podsekretarza stanu w KPRM. | – |
| 15 lipca 2002 | |
| – | - Andrzeja Raczko ze stanowiska podsekretarza stanu w Ministerstwie Finansów (powołany na to stanowisko w październiku 2001). |
| 16 lipca 2002 | |
| - Ryszarda Michalskiego na stanowisko podsekretarza stanu w Ministerstwie Finansów. | – |
| 19 lipca 2002 | |
| – | - Jacka Bartkiewicza ze stanowiska podsekretarza stanu w Ministerstwie Finansów (powołany na to stanowisko w październiku 2001). |
| 20 lipca 2002 | |
| - Jana Czekaja na stanowisko podsekretarza stanu w Ministerstwie Finansów. | – |
| 29 lipca 2002 | |
| - Tadeusza Matusiaka na stanowisko podsekretarza stanu w MSWiA. | – |
| 12 sierpnia 2002 | |
| – | - Haliny Wasilewskiej-Trenkner ze stanowiska podsekretarza stanu w Ministerstwie Finansów (powołana na to stanowisko 22 października 2001). |
| 13 sierpnia 2002 | |
| - Haliny Wasilewskiej-Trenkner na stanowisko sekretarza stanu w Ministerstwie Finansów. | – |
| 14 sierpnia 2002 | |
| - Hanny Kuzińskiej na stanowisko podsekretarza stanu w Ministerstwie Edukacji Narodowej i Sportu. | – |
| 19 sierpnia 2002 | |
| – | - Wojciecha Janczyka ze stanowiska podsekretarza stanu w Ministerstwie Infrastruktury (powołany na to stanowisko w styczniu 2002). |
| 30 sierpnia 2002 | |
| - Sergiusza Najara na stanowisko podsekretarza stanu w Ministerstwie Infrastruktury. | – |
| 9 października 2002 | |
| – | - Jana Kopczyka ze stanowiska podsekretarza stanu w Ministerstwie Zdrowia. |
| 23 października 2002 | |
| - Leszka Ciećwierza na stanowisko podsekretarza stanu w MSWiA. | – |
| 24 października 2002 | |
| - Andrzeja Kosiniaka-Kamysza na stanowisko podsekretarza stanu w Ministerstwie Zdrowia. | – |
| 25 listopada 2002 | |
| – | - Andrzeja Byrta ze stanowiska podsekretarza stanu w MSZ. |
| 2 grudnia 2002 | |
| - Bogusława Zaleskiego na stanowisko podsekretarza stanu w MSZ. | – |
| 3 grudnia 2002 | |
| - Ireny Herbst na stanowisko podsekretarza stanu w Ministerstwie Gospodarki. | – |

### Rok 2003
| Powołanie | Odwołanie |
| 7 stycznia 2003 | 7 stycznia 2003 |
| --- | --- |
| - Jerzego Hausnera na urząd ministra gospodarki, pracy i polityki społecznej, - Sławomira Cytryckiego na urząd ministra skarbu państwa, - Lecha Nikolskiego na urząd ministra-członka Rady Ministrów. | - Jacka Piechoty z urzędu ministra gospodarki (powołany na ten urząd 31 października 2001), - Jerzego Hausnera z urzędu ministra pracy i polityki społecznej (powołany na ten urząd 31 października 2001), - Wiesława Kaczmarka z urzędu ministra skarbu państwa (powołany na ten urząd 31 października 2001), - Lecha Nikolskiego ze stanowisk sekretarza stanu w KPRM i szefa Gabinetu Politycznego Premiera. |
| 8 stycznia 2003 | |
| - Aleksandry Jakubowskiej na stanowiska sekretarza stanu w KPRM i szefa Gabinetu Politycznego Premiera. - Sławomira Wiatra na stanowisko podsekretarza stanu w KPRM. | - Aleksandry Jakubowskiej ze stanowiska sekretarza stanu w Ministerstwie Kultury. - Sławomira Wiatra ze stanowiska podsekretarza stanu w KPRM – Pełnomocnika Rządu do Spraw Informacji Europejskiej. |
| 9 stycznia 2003 | |
| - Jolanty Banach na stanowisko sekretarza stanu – Pełnomocnika Rządu ds. Osób Niepełnosprawnych w Ministerstwie Gospodarki, Pracy i Polityki Społecznej, - Krzysztofa Patera na stanowisko podsekretarza stanu w Ministerstwie Gospodarki, Pracy i Polityki Społecznej, - Ewy Freyberg na stanowisko podsekretarza stanu w Ministerstwie Gospodarki, Pracy i Polityki Społecznej, - Małgorzaty Okońskiej-Zaremby na stanowisko podsekretarza stanu w Ministerstwie Gospodarki, Pracy i Polityki Społecznej, - Krystyny Tokarskiej-Biernacik na stanowisko podsekretarza stanu w Ministerstwie Gospodarki, Pracy i Polityki Społecznej, - Andrzeja Zdebskiego na stanowisko podsekretarza stanu w Ministerstwie Gospodarki, Pracy i Polityki Społecznej, - Ireny Herbst na stanowisko podsekretarza stanu w Ministerstwie Gospodarki, Pracy i Polityki Społecznej, - Marka Kossowskiego na stanowisko podsekretarza stanu w Ministerstwie Gospodarki, Pracy i Polityki Społecznej, - Macieja Leśnego na stanowisko podsekretarza stanu w Ministerstwie Gospodarki, Pracy i Polityki Społecznej. | - Marka Kossowskiego ze stanowiska podsekretarza stanu w Ministerstwie Gospodarki. - Macieja Leśnego ze stanowiska podsekretarza stanu w Ministerstwie Gospodarki (powołany na to stanowisko 5 grudnia 2001). - Andrzeja Zdebskiego ze stanowiska podsekretarza stanu w Ministerstwie Pracy i Polityki Społecznej (powołany na to stanowisko 13 listopada 2001). |
| 14 stycznia 2003 | |
| - Jacka Piechoty na stanowisko sekretarza stanu w Ministerstwie Gospodarki, Pracy i Polityki Społecznej, - Andrzeja Szarawarskiego na stanowisko sekretarza stanu w Ministerstwie Skarbu Państwa. | - Małgorzaty Ostrowskiej ze stanowiska sekretarza stanu w Ministerstwie Skarbu Państwa (powołana na to stanowisko 27 marca 2002). |
| 15 stycznia 2003 | |
| - Tadeusza Wołka na stanowisko podsekretarza stanu w Ministerstwie Sprawiedliwości, - Kazimierza Olejnika na stanowisko zastępcy prokuratora generalnego w Ministerstwie Sprawiedliwości, - Dagmira Długosza na stanowisko podsekretarza stanu w Ministerstwie Gospodarki, Pracy i Polityki Społecznej. | – |
| 17 stycznia 2003 | |
| - Marka Balickiego na urząd ministra zdrowia, - Jana Czekaja, podsekretarza stanu w Ministerstwie Finansów na stanowisko Głównego Rzecznika Dyscypliny Finansów Publicznych, - Roberta Kwaśniaka, Piotra Sawickiego i Jarosława Stypę na stanowiska podsekretarzy stanu w Ministerstwie Finansów i Szefa Służby Celnej, - Jarosława Stypy na stanowisko podsekretarza stanu w Ministerstwie Finansów. | - Mariusza Łapińskiego z urzędu ministra zdrowia (powołany na ten urząd 31 października 2001), - Ireny Ożóg ze stanowisk podsekretarza stanu w Ministerstwie Finansów i Głównego Rzecznika Dyscypliny Finansów Publicznych (powołana na te stanowiska 7 listopada 2001), - Tomasza Michalaka ze stanowiska podsekretarza stanu w Ministerstwie Finansów i Szefa Służby Celnej (powołany na te stanowiska 1 maja 2002). |
| 27 stycznia 2003 | |
| – | - Krystyny Gurbiel ze stanowiska podsekretarza stanu w Urzędzie Komitetu Integracji Europejskiej (powołana na to stanowisko w styczniu 2002). |
| 28 stycznia 2003 | |
| - Krystyny Gurbiel na stanowisko podsekretarza stanu Ministerstwie Gospodarki, Pracy i Polityki Społecznej. | – |
| 29 stycznia 2003 | |
| – | - Ewy Freyberg ze stanowiska podsekretarza stanu w Ministerstwie Gospodarki, Pracy i Polityki Społecznej (powołana na to stanowisko 9 stycznia 2003). |
| 30 stycznia 2003 | |
| – | - Jarosława Stypy ze stanowiska podsekretarza stanu w Ministerstwie Finansów (powołany na to stanowisko 17 stycznia 2003). |
| 5 lutego 2003 | |
| - Tadeusza Kozka na stanowisko podsekretarza stanu w Urzędzie Komitetu Integracji Europejskiej. | – |
| 10 lutego 2003 | |
| - Ewy Freyberg na stanowisko podsekretarza stanu w Ministerstwie Edukacji Narodowej i Sportu. | - Włodzimierza Paszyńskiego ze stanowiska podsekretarza stanu w Ministerstwie Edukacji Narodowej i Sportu. |
| 12 lutego 2003 | |
| - Andrzeja Sopoćko na stanowisko podsekretarza stanu w Ministerstwie Finansów. | – |
| 14 lutego 2003 | |
| - Józefa Woźniakowskiego na stanowisko podsekretarza stanu w Ministerstwie Skarbu Państwa. | – |
| 24 lutego 2003 | |
| – | - Mieczysława Muszyńskiego ze stanowiska podsekretarza stanu w Ministerstwie Infrastruktury. |
| 1 marca 2003 | |
| – | - Ireneusza Sitarskiego ze stanowiska podsekretarza stanu w Ministerstwie Skarbu Państwa. |
| 3 marca 2003 | |
| - Adama Tańskiego na urząd ministra rolnictwa i rozwoju wsi, - Czesława Śleziaka na urząd ministra środowiska. | - Jarosława Kalinowskiego z urzędów wiceprezesa Rady Ministrów oraz ministra rolnictwa i rozwoju wsi (powołany na te urzędy 31 października 2001), - Stanisława Żelichowskiego z urzędu ministra środowiska (powołany na ten urząd 31 października 2001), - Andrzeja Kosiniaka-Kamysza ze stanowiska podsekretarza stanu w Ministerstwie Zdrowia (powołany na to stanowisko 24 października 2002), - Zenona Kosiniaka-Kamysza ze stanowiska podsekretarza stanu w MSWiA (powołany na to stanowisko w październiku 2001), - Tadeusza Sławeckiego ze stanowiska podsekretarza stanu w Ministerstwie Edukacji Narodowej i Sportu, - Marka Staszaka ze stanowiska podsekretarza stanu w Ministerstwie Sprawiedliwości, - Kazimierza Gutowskiego ze stanowiska podsekretarza stanu w Ministerstwie Rolnictwa i Rozwoju Wsi (powołany na to stanowisko na przełomie października/listopada 2001), - Marka Szymońskiego ze stanowiska podsekretarza stanu w Ministerstwie Infrastruktury, - Tadeusza Steckiewicza ze stanowiska podsekretarza stanu w Ministerstwie Skarbu Państwa (powołany na to stanowisko w grudniu 2001), - Piotra Urbankowskiego ze stanowiska podsekretarza stanu w MON. |
| 10 marca 2003 | |
| - Krzysztofa Szamałka na stanowisko sekretarza stanu w Ministerstwie Środowiska. | – |
| 15 marca 2003 | |
| – | - Czesława Siekierskiego ze stanowisk sekretarza stanu w Ministerstwie Rolnictwa i Rozwoju Wsi – Pełnomocnika Rządu ds. Dostosowania Polskiego Rolnictwa do Wymogów Unii Europejskiej, - Macieja Leśnego ze stanowiska podsekretarza stanu w Ministerstwie Gospodarki, Pracy i Polityki Społecznej (powołany na to stanowisko 9 stycznia 2003). |
| 17 marca 2003 | |
| - Andrzeja Chodkowskiego na stanowisko podsekretarza stanu w Ministerstwie Rolnictwa i Rozwoju Wsi. | - Ewy Kralkowskiej ze stanowiska sekretarza stanu w Ministerstwie Zdrowia, - Aleksandra Naumana ze stanowiska podsekretarza stanu w Ministerstwie Zdrowia. |
| 18 marca 2003 | |
| - Janusza Opolskiego i Wiktora Masłowskiego na stanowiska podsekretarzy stanu w Ministerstwie Zdrowia, - Mirosława Zielińskiego na stanowisko podsekretarza stanu w Ministerstwie Gospodarki, Pracy i Polityki Społecznej. | – |
| 21 marca 2003 | |
| - Leszka Sikorskiego na stanowisko sekretarza stanu w Ministerstwie Zdrowia, - Macieja Górskiego na stanowisko podsekretarza stanu w MON. | – |
| 31 marca 2003 | |
| - Marka Bartosika na stanowisko sekretarza stanu w Ministerstwie Infrastruktury. | - Andrzeja Zdebskiego ze stanowiska podsekretarza stanu w Ministerstwie Gospodarki, Pracy i Polityki Społecznej (powołany na to stanowisko 9 stycznia 2003). |
| 1 kwietnia 2003 | |
| - Marka Szczepańskiego na stanowisko podsekretarza stanu w Ministerstwie Gospodarki, Pracy i Polityki Społecznej, - Wojciecha Szewki na stanowisko podsekretarza stanu w Ministerstwie Nauki i Informatyzacji, - Wojciecha Olejniczaka na stanowisko sekretarza stanu w Ministerstwie Rolnictwa i Rozwoju Wsi, pełnomocnika rządu ds. dostosowania polskiego rolnictwa do wymogów Unii Europejskiej, - Zofii Krzyżanowskiej na stanowisko podsekretarza stanu w Ministerstwie Rolnictwa i Rozwoju Wsi. | – |
| 2 kwietnia 2003 | |
| - Leszka Sikorskiego na urząd ministra zdrowia, - Piotra Czyżewskiego na urząd ministra skarbu państwa. | - Marka Balickiego z urzędu ministra zdrowia (powołany na ten urząd 17 stycznia 2003), - Sławomira Cytryckiego z urzędu ministra skarbu państwa (powołany na ten urząd 7 stycznia 2003), - Piotra Czyżewskiego ze stanowiska podsekretarza stanu w Ministerstwie Skarbu Państwa (powołany na to stanowisko 23 października 2001). |
| 17 kwietnia 2003 | |
| - Ewy Okoń-Horodyńskiej na stanowisko podsekretarza stanu w Ministerstwie Nauki i Informatyzacji. | – |
| kwiecień 2003 | |
| - Macieja Tokarczyka na stanowisko podsekretarza stanu w Ministerstwie Zdrowia. | – |
| 5 maja 2003 | |
| - Tadeusza Soroki na stanowisko podsekretarza stanu w Ministerstwie Skarbu Państwa. | – |
| 12 maja 2003 | |
| - Franciszka Potulskiego na stanowisko sekretarza stanu w Ministerstwie Edukacji Narodowej i Sportu, - Kazimierza Jaszczyka na stanowisko podsekretarza stanu w Ministerstwie Skarbu Państwa. | – |
| 19 maja 2003 | |
| - Witolda Górskiego na stanowisko podsekretarza stanu w Ministerstwie Infrastruktury. | – |
| 2 czerwca 2003 | |
| – | - Marka Kossowskiego ze stanowiska podsekretarza stanu w Ministerstwie Gospodarki, Pracy i Polityki Społecznej. |
| 3 czerwca 2003 | |
| - Krzysztofa Krystowskiego na stanowisko podsekretarza stanu w Ministerstwie Gospodarki, Pracy i Polityki Społecznej. | – |
| 16 czerwca 2003 | |
| - Jerzego Hausnera, ministra gospodarki i pracy, na urząd wiceprezesa Rady Ministrów, - Danuty Hübner na urząd ministra-członka Rady Ministrów, - Andrzeja Raczki na urząd ministra finansów. | - Grzegorza Kołodki z urzędów wiceprezesa Rady Ministrów i ministra finansów (powołany na te urzędy 6 lipca 2002). |
| 23 czerwca 2003 | |
| - Ignacego Bochenka na stanowisko podsekretarza stanu w Ministerstwie Skarbu Państwa. | – |
| 26 czerwca 2003 | |
| - Macieja Leśnego na stanowisko podsekretarza stanu w Ministerstwie Infrastruktury. | - Marka Ociepki ze stanowiska podsekretarza stanu w Ministerstwie Finansów (powołany na to stanowisko 10 lipca 2002) |
| 30 czerwca 2003 | |
| - Adama Rotfelda na stanowisko sekretarza stanu w MSZ. | - Sławomira Wiatra ze stanowiska podsekretarza stanu w KPRM (powołany na to stanowisko w październiku 2001), - Adama Rotfelda ze stanowiska podsekretarza stanu w MSZ (powołany na to stanowisko 15 listopada 2001), - Andrzeja Sopoćko ze stanowiska podsekretarza stanu w Ministerstwie Finansów (powołany na to stanowisko 12 lutego 2003). |
| 2 lipca 2003 | |
| - Wojciecha Olejniczaka na urząd ministra rolnictwa i rozwoju wsi. | - Adama Tańskiego z urzędu ministra rolnictwa i rozwoju wsi (powołany na ten urząd 3 marca 2003). - Wojciecha Olejniczaka ze stanowiska sekretarza stanu w Ministerstwie Rolnictwa i Rozwoju Wsi i pełnomocnikiem Rządu ds. dostosowania rolnictwa do wymogów UE (powołania na te stanowiska 1 kwietnia 2003). |
| 4 lipca 2003 | |
| – | - Macieja Tokarczyka ze stanowiska podsekretarza stanu w Ministerstwie Zdrowia (powołany na to stanowisko w kwietniu 2003). |
| 8 lipca 2003 | |
| – | - Krzysztofa Hellera ze stanowiska podsekretarza stanu w Ministerstwie Infrastruktury (powołany na to stanowisko 10 listopada 2001). |
| 9 lipca 2003 | |
| - Dariusza Skowrońskiego na stanowiska podsekretarza stanu w Ministerstwie Infrastruktury-Pełnomocnika Rządu do ds. Budowy Dróg Krajowych i Autostrad oraz Generalnego Dyrektora Dróg Krajowych i Autostrad. | – |
| 21 lipca 2003 | |
| - Tadeusza Szulca na stanowisko podsekretarza stanu w Ministerstwie Edukacji Narodowej i Sportu, - Wojciecha Hałki na stanowisko podsekretarza stanu w Ministerstwie Infrastruktury. | – |
| 23 lipca 2003 | |
| - Stanisława Kowalczyka na stanowisko podsekretarza stanu w Ministerstwie Rolnictwa i Rozwoju Wsi. | - Michała Tobera ze stanowisk sekretarza stanu w KPRM i rzecznika prasowego rządu (powołany na te stanowiska 19 października 2001). |
| 24 lipca 2003 | |
| - Michała Tobera na stanowisko sekretarza stanu w Ministerstwie Kultury. | – |
| 25 lipca 2003 | |
| - Marcina Kaszuby na stanowiska podsekretarza stanu w KPRM i rzecznika prasowego rządu. | – |
| 6 sierpnia 2003 | |
| - Igora Chalupca i Elżbiety Muchy na stanowiska podsekretarzy stanu w Ministerstwie Finansów. | – |
| 26 sierpnia 2003 | |
| – | - Jana Czekaja ze stanowiska podsekretarza stanu w Ministerstwie Finansów (powołany na to stanowisko 20 lipca 2002). |
| 29 sierpnia 2003 | |
| - Darii Oleszczuk na stanowisko podsekretarza stanu w Ministerstwie Rolnictwa i Rozwoju Wsi. | - Andrzeja Chodkowskiego ze stanowiska podsekretarza stanu w Ministerstwie Rolnictwa i Rozwoju Wsi (powołany na te stanowiska 17 marca 2003). |
| 1 września 2003 | |
| - Ryszarda Miklińskiego na stanowisko podsekretarza stanu w Ministerstwie Kultury. | – |
| 22 września 2003 | |
| - Marka Wikińskiego na stanowisko sekretarza stanu w KPRM. | – |
| 6 października 2003 | |
| – | - Zbigniewa Sobotki ze stanowiska sekretarza stanu w MSWiA (powołany na to stanowisko 19 października 2001). |
| 7 października 2003 | |
| – | - Krzysztofa Panasa ze stanowiska podsekretarza stanu w Ministerstwie Środowiska (powołany na to stanowisko 20 czerwca 2002). |
| 23 października 2003 | |
| – | - Sergiusza Najara ze stanowiska podsekretarza stanu w Ministerstwie Infrastruktury (powołany na to stanowisko 30 sierpnia 2002). |
| 27 października 2003 | |
| - Sergiusza Najara na stanowisko podsekretarza stanu w MSZ. | – |
| 17 listopada 2003 | |
| - Tomasza Podgajniaka na stanowisko podsekretarza stanu w Ministerstwie Środowiska, - Jakuba Wolskiego na stanowisko podsekretarza stanu w MSZ. | – |
| 18 listopada 2003 | |
| - Jacka Zdrojewskiego na stanowisko podsekretarza stanu w Ministerstwie Infrastruktury. | – |
| 20 listopada 2003 | |
| – | - Barbary Misterskiej-Dragan ze stanowiska podsekretarza stanu w Ministerstwie Skarbu Państwa (powołana na to stanowisko 25 października 2001). |

### Rok 2004
| Powołanie | Odwołanie |
| 21 stycznia 2004 | 21 stycznia 2004 |
| --- | --- |
| - Józefa Oleksego na urzędy wiceprezesa Rady Ministrów oraz ministra spraw wewnętrznych i administracji. | - Piotra Czyżewskiego z urzędu ministra skarbu państwa (powołany na ten urząd 2 kwietnia 2003), - Krzysztofa Janika z urzędu ministra spraw wewnętrznych i administracji (powołany na ten urząd 19 października 2001). |
| 22 stycznia 2004 | |
| – | - Haliny Wasilewskiej-Trenkner ze stanowiska sekretarza stanu w Ministerstwie Finansów-Pełnomocnika Rządu do Spraw Restrukturyzacji Finansów Publicznych (powołana na to stanowisko 22 października 2001). |
| 23 stycznia 2004 | |
| - Elżbiety Suchockiej-Roguskiej na stanowisko podsekretarza stanu w Ministerstwie Finansów. | – |
| 28 stycznia 2004 | |
| - Zbigniewa Kaniewskiego na urząd ministra skarbu państwa. | – |
| 31 stycznia 2004 | |
| – | - Zofii Krzyżanowskiej ze stanowiska podsekretarza stanu w Ministerstwie Rolnictwa i Rozwoju Wsi (powołana na to stanowisko 1 kwietnia 2003). |
| 9 lutego 2004 | |
| - Przemysława Morysiaka na stanowisko podsekretarza stanu w Ministerstwie Skarbu Państwa. | - Jolanty Banach ze stanowisk sekretarza stanu w Ministerstwie Gospodarki, Pracy i Polityki Społecznej oraz Pełnomocnika Rządu ds. Osób Niepełnosprawnych (powołana na te stanowiska w październiku 2001). |
| 16 lutego 2004 | |
| – | - Jacka Zdrojewskiego ze stanowiska podsekretarza stanu w Ministerstwie Infrastruktury (powołany na to stanowisko w listopadzie 2001), - Rafała Skąpskiego ze stanowiska podsekretarza stanu w Ministerstwie Kultury. |
| 17 lutego 2004 | |
| – | - Krzysztofa Patera ze stanowiska podsekretarza stanu w Ministerstwie Gospodarki, Pracy i Polityki Społecznej (powołany na to stanowisko w listopadzie 2001). |
| 18 lutego 2004 | |
| - Krzysztofa Patera na stanowiska sekretarza stanu w Ministerstwie Gospodarki, Pracy i Polityki Społecznej-Pełnomocnika Rządu ds. Osób Niepełnosprawnych, - Cezarego Miżejewskiego na stanowisko podsekretarza stanu w Ministerstwie Gospodarki, Pracy i Polityki Społecznej.                                                                    | - Roberta Kwaśniaka ze stanowiska podsekretarza stanu w Ministerstwie Finansów i Szefa Służby Celnej (powołany na to stanowisko 17 stycznia 2003). |
| 19 lutego 2004 | |
| - Wiesława Czyżowicza na stanowiska podsekretarza stanu w Ministerstwie Finansów i Szefa Służby Celnej. | – |
| 20 lutego 2004 | |
| - Andrzeja Brachmańskiego na stanowisko sekretarza stanu w MSWiA. | – |
| 27 lutego 2004 | |
| - Wiesława Szczepańskiego na stanowisko podsekretarza stanu w Ministerstwie Infrastruktury. | - Marka Bryxa ze stanowiska podsekretarza stanu w Ministerstwie Infrastruktury (powołany na to stanowisko 30 października 2001). |
| 31 marca 2004 | |
| – | - Jarosława Pietrasa ze stanowiska podsekretarza stanu w Urzędzie Komitetu Integracji Europejskiej (powołany na to stanowisko 25 marca 1997). |
| 1 kwietnia 2004 | |
| - Jarosława Pietrasa na stanowisko sekretarza stanu w Urzędzie Komitetu Integracji Europejskiej, - Andrzeja Mizgajskiego na stanowisko podsekretarza stanu w Ministerstwie Środowiska. | – |
| 9 kwietnia 2004 | |
| – | - Macieja Leśnego ze stanowiska podsekretarza stanu w Ministerstwie Infrastruktury (powołany na to stanowisko 26 czerwca 2003). |
| 15 kwietnia 2004 | |
| – | - Dagmira Długosza ze stanowiska podsekretarza stanu w Ministerstwie Gospodarki, Pracy i Polityki Społecznej (powołany na to stanowisko 15 stycznia 2003). |
| 19 kwietnia 2004 | |
| - Andrzeja Szejny na stanowisko podsekretarza stanu w Urzędzie Komitetu Integracji Europejskiej. | – |
| 21 kwietnia 2004 | |
| - Krzysztofa Patera, sekretarza stanu w Ministerstwie Gospodarki, Pracy i Polityki Społecznej, na stanowisko Pełnomocnika Rządu ds. Reformy Systemu Zabezpieczenia Społecznego, - Leszka Zielińskiego na stanowisko sekretarza stanu-Pełnomocnika Rządu do Spraw Osób Niepełnosprawnych w Ministerstwie Gospodarki, Pracy i Polityki Społecznej. | - Józefa Oleksego z urzędów wiceprezesa Rady Ministrów oraz ministra spraw wewnętrznych i administracji (powołany na te urzędy 21 stycznia 2004), - Krzysztofa Patera, sekretarza stanu w Ministerstwie Gospodarki, Pracy i Polityki Społecznej, ze stanowiska Pełnomocnika Rządu ds. Osób Niepełnosprawnych (powołany na to stanowisko 18 lutego 2004), - Ewy Freyberg ze stanowiska podsekretarza stanu w Ministerstwie Edukacji Narodowej i Sportu (powołana na to stanowisko 10 lutego 2003). |
| 26 kwietnia 2004 | |
| – | - Wojciecha Szewki ze stanowiska podsekretarza stanu w Ministerstwie Nauki i Informatyzacji (powołany na to stanowisko 1 kwietnia 2003). |
| 30 kwietnia 2004 | |
| – | - Danuty Hübner z urzędu ministra-członka Rady Ministrów ds. europejskich (powołana na ten urząd 16 czerwca 2003), - Ignacego Bochenka ze stanowiska podsekretarza stanu w Ministerstwie Skarbu Państwa (powołany na to stanowisko 23 czerwca 2003). |
| 2 maja 2004 | |
| – | - Marka Pola z urzędów wiceprezesa Rady Ministrów i ministra infrastruktury (powołany na te urzędy 19 października 2001), - Jerzego Hausnera z urzędów wiceprezesa Rady Ministrów (powołany na ten urząd 16 czerwca 2003) oraz ministra gospodarki, pracy i polityki społecznej (powołany na ten urząd 7 stycznia 2003), - Włodzimierza Cimoszewicza z urzędu ministra spraw zagranicznych (powołany na ten urząd 19 października 2001), - Michała Kleibera z urzędu ministra nauki (powołany na ten urząd 19 października 2001), - Krystyny Łybackiej z urzędu ministra edukacji narodowej i sportu (powołana na ten urząd 19 października 2001), - Jerzego Szmajdzińskiego z urzędu ministra obrony narodowej (powołany na ten urząd 19 października 2001), - Waldemara Dąbrowskiego z urzędu ministra kultury (powołany na ten urząd 6 lipca 2002), - Grzegorza Kurczuka z urzędu ministra sprawiedliwości (powołany na ten urząd 6 lipca 2002), - Lecha Nikolskiego z urzędu ministra-członka Rady Ministrów (powołany na ten urząd 7 stycznia 2003), - Czesława Śleziaka z urzędu ministra środowiska (powołany na ten urząd 3 marca 2003), - Leszka Sikorskiego z urzędu ministra zdrowia (powołany na ten urząd 2 kwietnia 2003), - Andrzeja Raczko z urzędu ministra finansów (powołany na ten urząd 16 czerwca 2003), - Wojciecha Olejniczaka z urzędu ministra rolnictwa i rozwoju wsi (powołany na ten urząd 2 lipca 2003), - Zbigniewa Kaniewskiego z urzędu ministra skarbu państwa (powołany na ten urząd 28 stycznia 2004), - Marka Wagnera ze stanowisk sekretarza stanu w KPRM oraz szefa KPRM (powołany na te stanowiska 19 października 2001). |

## Powołania i odwołania w administracji rządowej
| Powołanie                                                                        | Odwołanie |
| 10 grudnia 2001                                                                  | 10 grudnia 2001 |
| -------------------------------------------------------------------------------- | --- |
| - Seweryna Kaczmarka na stanowisko Głównego Inspektora Transportu Drogowego.     | – |
| 9 października 2002                                                              | |
| - Jana Kopczyka na stanowisko prezesa Kasy Rolniczego Ubezpieczenia Społecznego. | - Marka Hołubickiego ze stanowiska prezesa Kasy Rolniczego Ubezpieczenia Społecznego (powołany na to stanowisko w 2000). |
| 4 lipca 2003                                                                     | |
| - Macieja Tokarczyka na stanowisko prezesa Narodowego Funduszu Zdrowia.          | – |
| 4 października 2003                                                              | |
| –                                                                                | - Macieja Tokarczyka ze stanowiska prezesa Narodowego Funduszu Zdrowia (powołany na to stanowisko 4 lipca 2003).         |
| 7 października 2003                                                              | |
| - Krzysztofa Panasa na stanowisko prezesa Narodowego Funduszu Zdrowia.           | – |
| 6 marca 2004                                                                     | |
| –                                                                                | - Krzysztofa Panasa ze stanowiska prezesa Narodowego Funduszu Zdrowia (powołany na to stanowisko 7 października 2003).   |